# Deutsche Volksunion
Deutsche Volksunion er et nationalistisk, højreekstremistisk politisk parti i Tyskland. 
Partiet blev grundlagt af forlæggeren Gerhard Frey som en uformel sammenslutning i 1971 og etableret som parti i 1987. Økonomisk er partiet i høj grad afhængig af stifteren. Partiet overvåges af den tyske efterretningstjeneste, Verfassungsschutz. 
Partiet er ved valgene til Bundestag aldrig kommet over spærregrænsen på fem procent af stemmerne, men har dog vundet pladser i adskillige delstatsparlamenter. 
I forbindelse med delstatsvalgene i 2004 indgik partiet en samarbejdsaftale med det højreekstremistiske Nationaldemokratische Partei Deutschlands. Aftalen indebar, at kun ét af partierne stillede op i delstaterne Brandenburg og Sachsen. Begge partier klarede spærregrænsen i deres respektive delstater; DVU fik 6,1 procent i Brandenburg og NPD fik 9,2 procent i Sachsen. Efter dette valg, dannede partierne en uformel alliance forud for valget til Bundestag i 2005. Ved valget opnåede partierne, der opstillede på fælles liste, dog kun 1,6 procent af stemmerne.